# La Bohémienne (film)
Pour les articles homonymes, voir The Bohemian Girl (homonymie) et La Bohémienne.
Pour plus de détails, voir Fiche technique et Distribution.
La Bohémienne (titre original : The Bohemian Girl) est un film américain réalisé par James W. Horne et Charley Rogers, sorti en 1936.

## Synopsis
Une troupe de bohémiens, insultés par un riche châtelain, enlèvent sa fille unique et en font une gitane. Quelques années plus tard, la jeune fille est accusée injustement d'un vol... 

## Fiche technique
- Titre original : The Bohemian Girl
- Titre français : La Bohémienne
- Réalisation : James W. Horne et Charley Rogers
- Scénario : Frank Butler d'après l'œuvre de Miguel de Cervantes
- Photographie : Art Lloyd, Francis Corby (Walter Lundin non crédité)
- Montage : Bert Jordan et Louis McManus
- Producteur : Hal Roach
- Musique : Michael William Balfe, Robert Shayon et Nathaniel Shilkret
- Société de production : Hal Roach Studios et Metro-Goldwyn-Mayer
- Société de distribution : Metro-Goldwyn-Mayer
- Pays de production :  États-Unis
- Langue : anglais
- Format : Noir et blanc - 35 mm - 1,37:1  -  sonore
- Genre : Film musical, Comédie
- Longueur : huit bobines
- Date de sortie : 
  - États-Unis : 14 février 1936
- Affiches : Roger Cartier, Boris Grinsson (France)

## Distribution
Source principale de la distribution :
- Stan Laurel : Stanley (VF: Franck O'Neill)
- Oliver Hardy : Oliver Hardy (VF: René Oesterman)
- Thelma Todd : la fille de la Reine des Gitans
- Antonio Moreno (VF : Jean Clarens)  : Devilshoof
- Darla Hood : Arline enfant
- Julie Bishop[2] : Arline adulte
- Mae Busch (VF : Madeleine Geoffroy) : l'épouse d'Oliver
- William P. Carleton (VF : André Lorière)  : le comte Arnheim
- James Finlayson (VF : Émile Duard) : capitaine Finn
- Zeffie Tilbury (VF : Marthe Mellot) : la Reine des Gitans
- Mitchell Lewis : Salinas
- Felix Knight : le chanteur gitan
- Yogi : Myna l'oiseau

Reste de la distribution non créditée :
- Harry Bernard : le crieur public
- William P. Carleton : le comte Arnheim
- Lane Chandler : un soldat
- Baldwin Cooke : un soldat
- Paulette Goddard : la mendiante gitane
- Charlie Hall : un gitan
- Winter Hall : un serviteur
- Howard C. Hickman (VF : Paul Forget) : le digne capitaine
- Jack Hill : un soldat
- Andrea Leeds : la gouvernante
- Sam Lufkin (VF : Paul Forget) : le commerçant / un garde / la victime du pickpocket